# Sinchon (métro de Séoul ligne Gyeongui-Jungang)
Sinchon, station de la ligne 2 du métro de Séoul
Sinchon (hangeul : 신촌 ; hanja : 新村) est une station de passage de la branche Gajwa-Séoul de la ligne Gyeongui-Jungang du métro de Séoul. Elle est située au 30 Sinchonyeok-ro, quartier Sinchon-dong, arrondissement Seodaemun-gu, à Séoul en Corée du Sud. La gare d'origine construite en 1921 est un bâtiment historique protégé notamment car il est considéré comme le plus ancien bâtiment de la ville.
Ayant pour origine une gare ouverte en 1920, elle est station du métro de Séoul depuis 2009. Elle est desservie par les rames du Gyeongui Express (Séoul).

## Situation sur le réseau

Plan du réseau du métro de Séoul (2023)

Établie en surface, Sinchon, est une station de passage de la ligne Gyeongui-Jungang (branche Gajwa-Séoul) du métro de Séoul : elle est située entre la station Gajwa, en direction du terminus ouest Munsan, et la station Séoul, terminus de la branche.

## Histoire

### Gare ferroviaire (1920-2009)
La gare est mise en service le 1er décembre 1920, lors de l'ouverture à l'exploitation d'une nouvelle section, de Séoul à Gajwa de la ligne Gyeongui.
Le 7 août 2004 débute le chantier de construction d'une nouvelle gare, elle est mise en service le 12 juillet 2006,.

La nouvelle gare
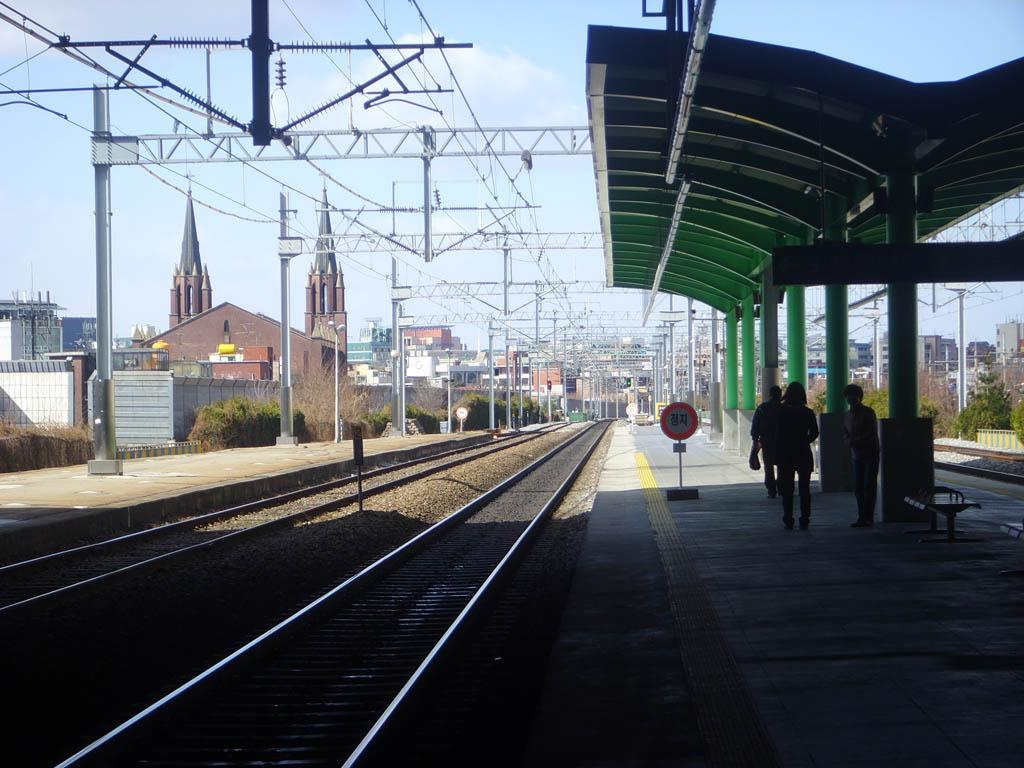
En 2007.
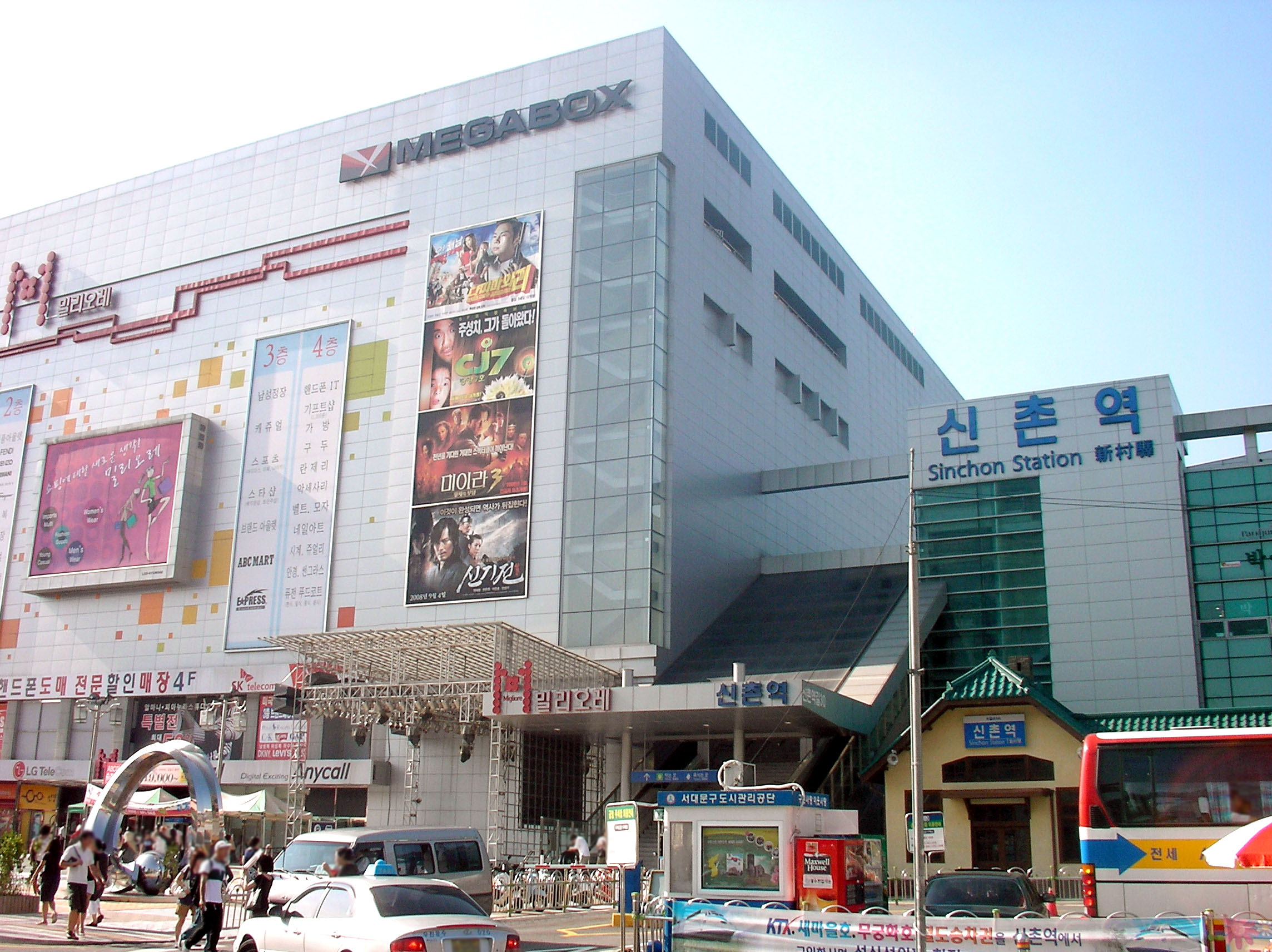
En 2008.

### Station du métro (depuis 2009)
Sinchon devient une station de métro le 1er juillet 2009, lors de la réouverture à l'exploitation de la ligne Gyeongui modernisée avec une mise à deux voies et électrifiée, ce qui a permis son intégration dans le réseau du métro de Séoul. 
Le 27 décembre 2014 elle devient une station de la nouvelle ligne Gyeongui-Jungang créée par la fusion des lignes Gyeongui et Jungang, rendu possible par la création d'une section de voie entre Gongdeok et Yongsan.

## Services aux voyageurs

### Accès et accueil
La station est située au 30 Sinchonyeok-ro, elle dispose de deux accès, de part et d'autre du passage des voies, et des services, notamment une billetterie avec des automates pour les titres de transport. Elle dispose d'un quai central équipé de portes palières.

### Desserte
Sinchon est desservie par les rames du Gyeongui Express (Séoul) qui ont pour origine ou destination les stations : Gajwa, Ilsan ou Munsan, vers l'ouest, et le terminus de la gare de Séoul.

Installations
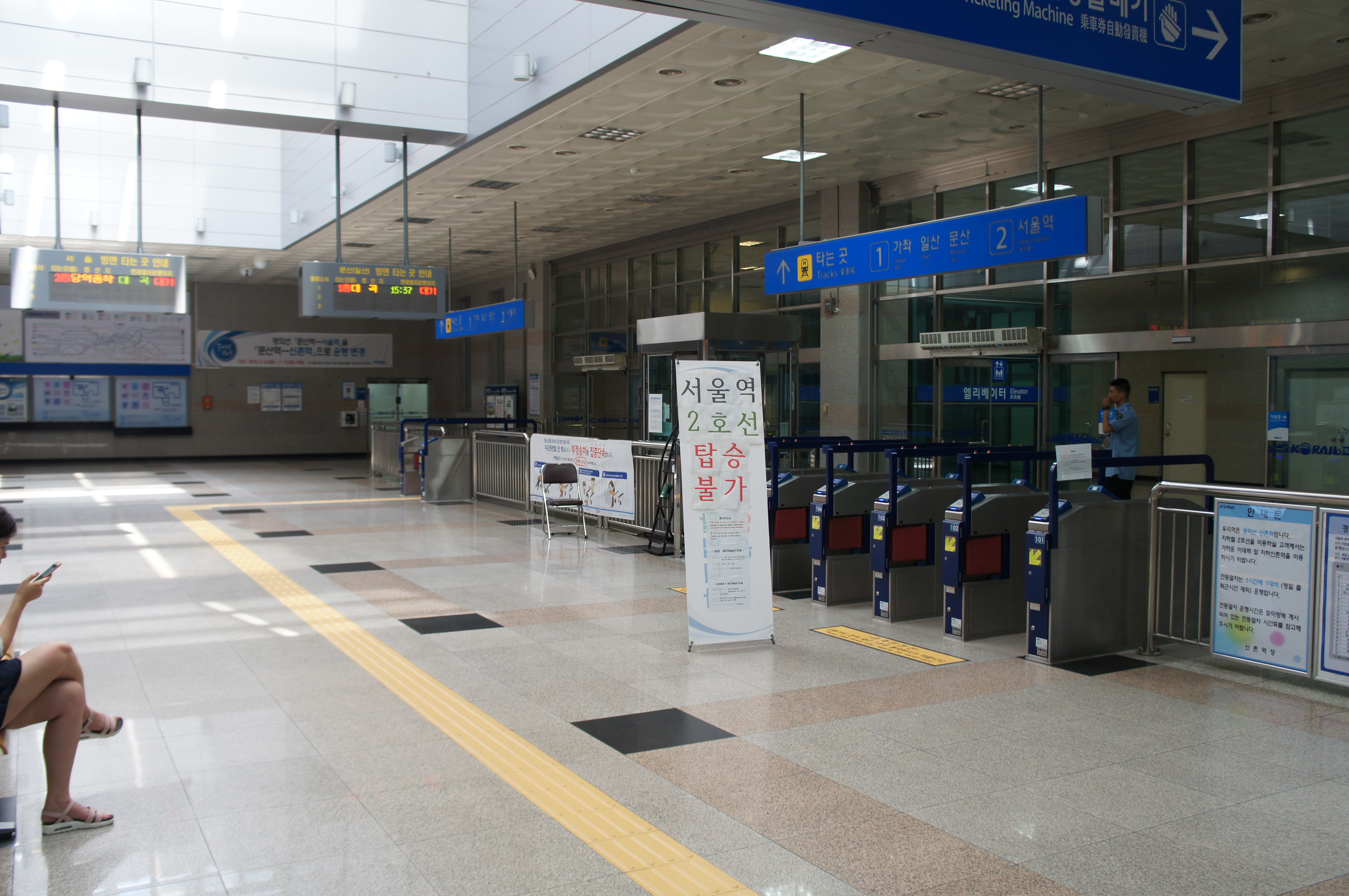
En 2016.
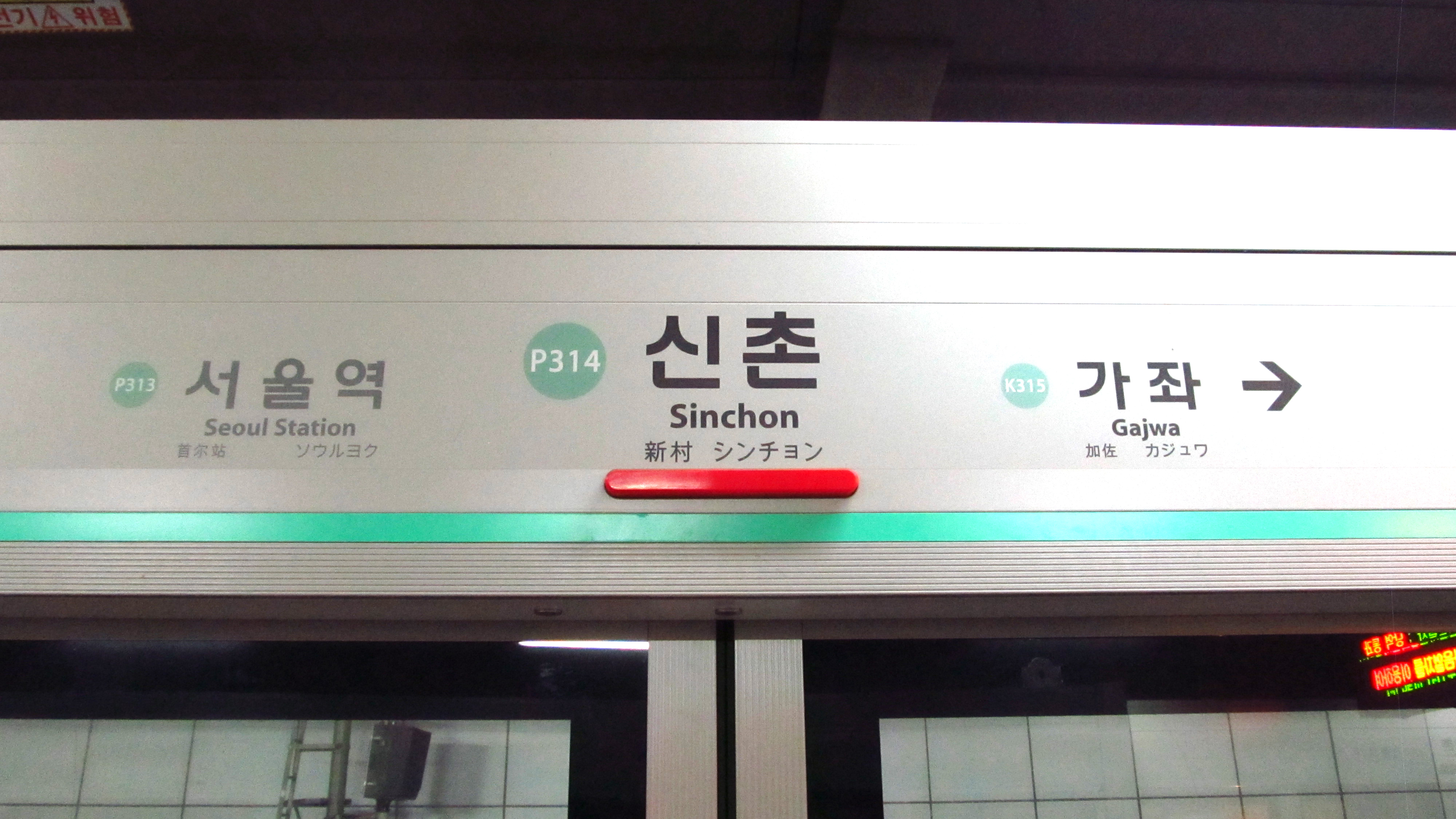
En 2019.
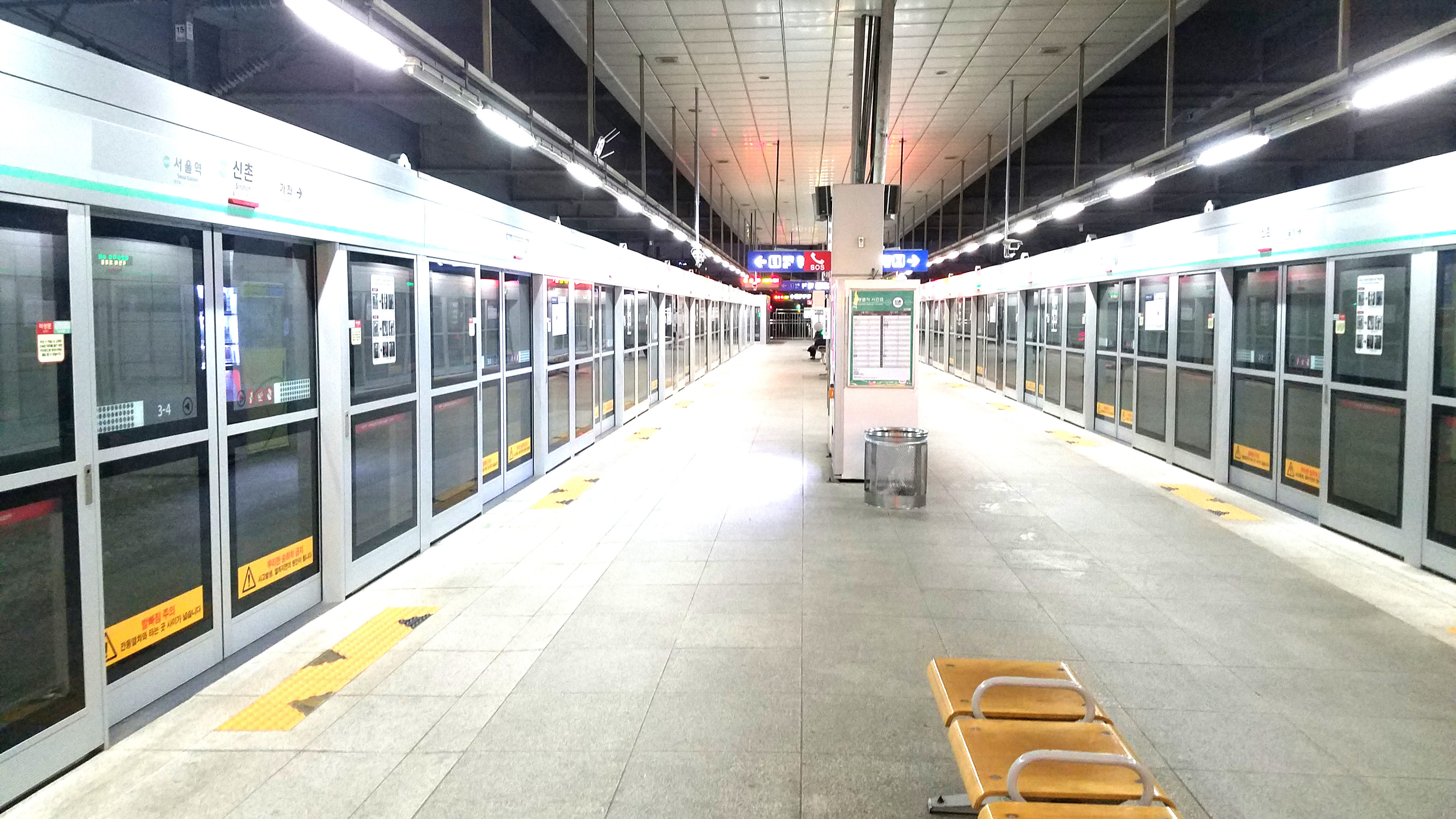
En 2019.

### Intermodalité
Des stations de bus sont installées à proximité.

## Patrimoine ferroviaire
Le bâtiment d'origine de la gare, construit en 1921, est classé comme bien culturel, sous le numéro 136, le 31 décembre 2004. Il est le bâtiment le plus ancien de la ville.

Bâtiment de 1920, classé
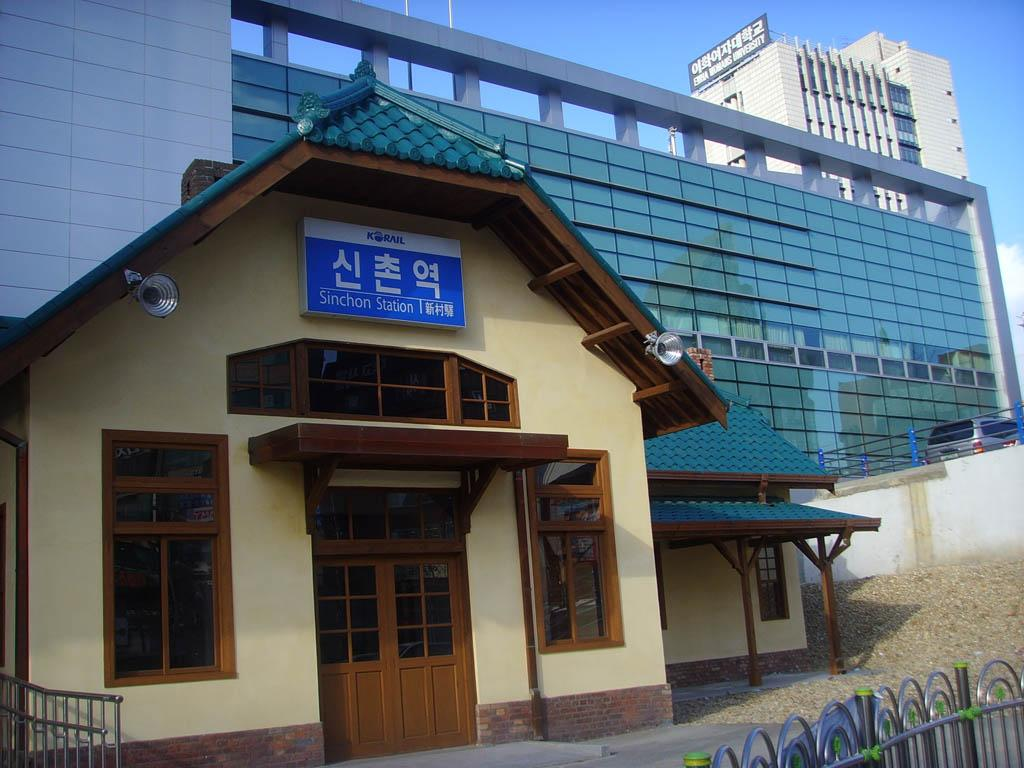
En 2007.
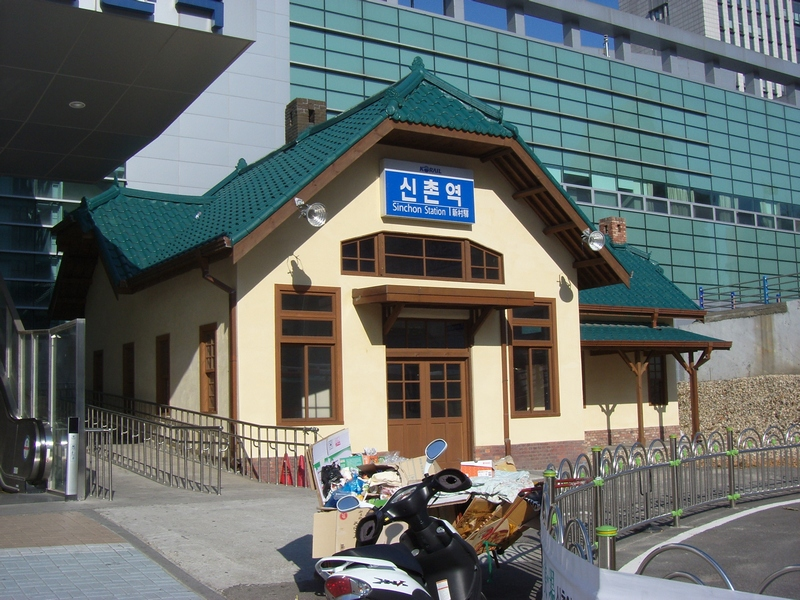
En 2008.
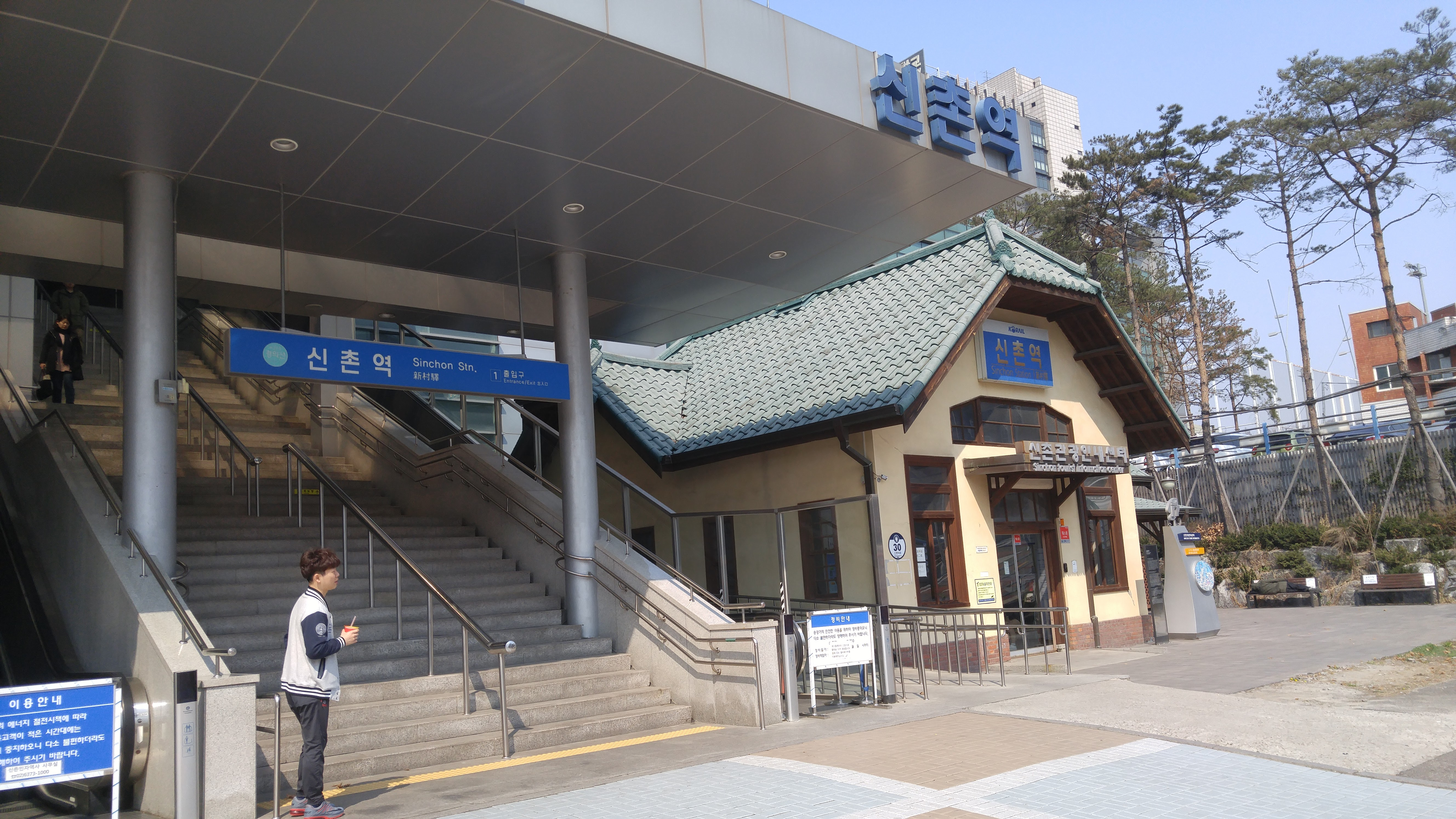
En 2017.